# Zenó (metge)
Zenó (en llatí Zenon, en grec Ζήνων) fou un metge grec seguidor d'Heròfil de Calcedònia. Va viure al final del segle III aC i començament del segle II aC, contemporani d'Apol·loni Empíric amb el que va mantenir una controvèrsia sobre alguns aspectes (χαρακτῆρες) del llibre Epidèmies d'Hipòcrates.
Va donar atenció especial a la matèria mèdica i probablement és el metge les fórmules del qual són citades per Galè a De Antidotus (vol. XIV, pp. 163, 171), i si així és, seria nadiu de Laodicea. L'esmenten a més de Galè, Erotià, Celi Aurelià i segurament Plini, Alexandre d'Afrodísies i Ruf Efesi. Galè el qualifica d'home no ordinari, i Diògenes Laerci diu que pensava millor que no pas escrivia.